# جايسون أتكينسون
جايسون أتكينسون (بالإنجليزية: Jason Atkinson)‏ هو سياسي أمريكي، ولد في 6 نوفمبر 1970 في ساكرامنتو في الولايات المتحدة. حزبياً، نشط في الحزب الجمهوري. وقد انتخب عضو مجلس ولاية أوريغون وانتخب عضو مجلس نواب أوريغون.